# 入野峠

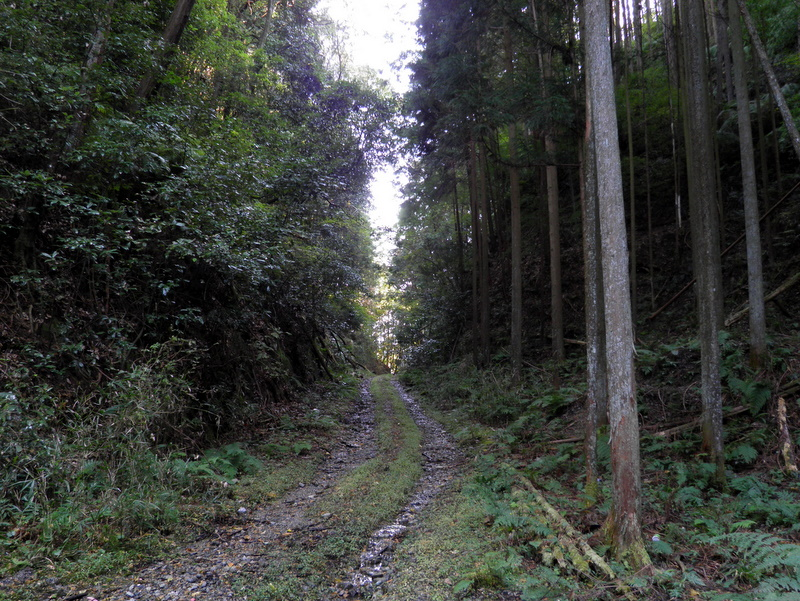
現在の入野峠。切り下げられた岩肌がかつての往年の峠道を思わせる

入野峠（しおのとうげ）は、奈良県吉野郡吉野町にある峠。標高は約300m。

## 概要
津風呂湖上流の入野（しおの）と、吉野川（紀の川）が流れる窪垣内（くぼかいと）とは尾根一つが隔てるだけで、この尾根を越える峠。入野の集落は標高250m前後（国道370号と峠への分岐点となる地点で約275m）だが、吉野川の流れる窪垣内では、標高約200mと高低差があり南方の道は勾配が大きい。
主要地方道16号五条国栖榛原線時代の1964年（昭和39年）に入野峠の下を通る入野トンネルが開通、延長384m、巾5.0m、高4.5m、巾が狭いため中央車線なし）があり、峠を越える道は旧道となっている。
主要地方道16号五条国栖榛原線は1974年（昭和49年）に一般国道370号へ昇格された。
旧道は入野側の峠山頂付近まで舗装道路が続くが、窪垣内側は未舗装で道路としては管理されていない。
なお、峠付近へは西から入る奈良県道256号線からの道がある。
旧道以外の現在の国道370号の峠道はトンネル区間を除いて2車線道となっているが、前述の通り南方は急坂とカーブが続く。カーブの途中からは眺めが良く吉野川がＶ字に屈折しているのを一望することができる。

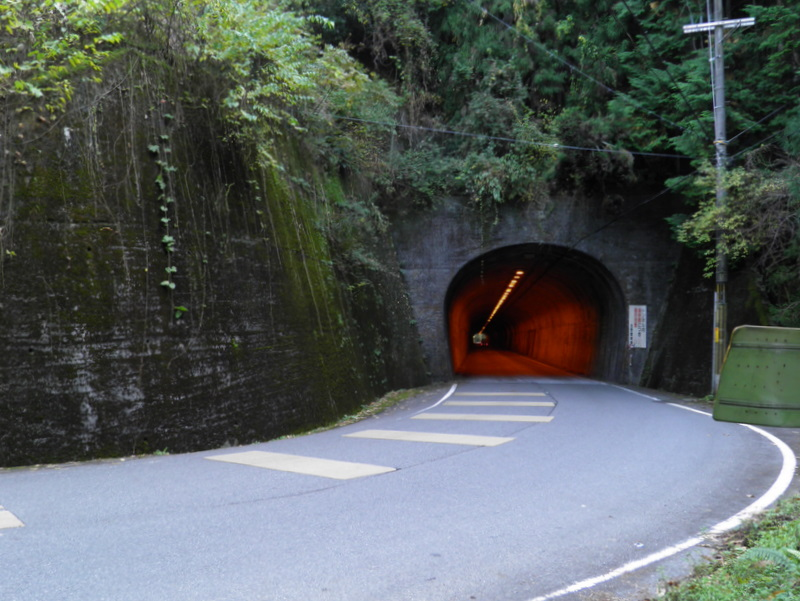
入野トンネル北口（入野側）
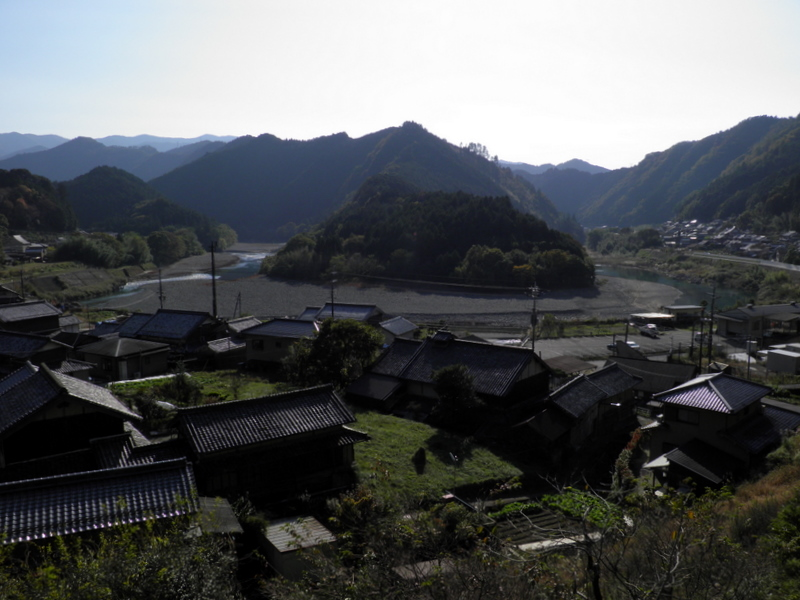
入野峠からみる吉野川